# モイセス・デルガド
モイセス・デルガド・ロペス（Moisés Delgado López 1994年4月18日 - ）は、スペイン・アンダルシア州セビリア県ウトレラ出身のプロサッカー選手。ラシン・フェロルに所属している。ポジションはDF。

## 来歴
9歳の時にセビージャFCのカンテラに入団。2013年の傘下のセビージャ・アトレティコに昇格。同年2月のセグンダ・ディビシオンBのカディスCF戦でプロデビュー。同年夏に当時のトップチームの監督ウナイ・エメリに見出され、トップチームに昇格。2014年5月11日のヘタフェCF戦でラ・リーガ初出場。UEFAヨーロッパリーグの決勝戦のベンチ入りメンバーにも入り、優勝を見届けた。
2015年12月30日、FCバルセロナの傘下FCバルセロナBへの移籍が決定。2017-18シーズン途中までBチームでプレーしたものの、トップチーム昇格までには至らなかった。
2018年1月30日、レアル・バリャドリードへの移籍が決まり、2017-18シーズン終了までBチームでプレー。同年夏にラ・リーガに復帰したトップチームに昇格。2019年1月20日のレバンテUD戦で、トップチーム初出場を果たした。